# Кети Смилеска
Кети Смилеска (на македонска литературна норма: Кети Смилеска) е икономистка и политик от Северна Македония.

## Биография
Родена е на 13 декември 1974 година в град Прилеп, тогава в Социалистическа федеративна република Югославия. Завършва Икономическия факултет в Прилеп на Битолския университет.
В 2016 година е избрана за депутат от Социалдемократическия съюз на Македония в Събранието на Република Македония.
След края на мандата ѝ, на 4 март 2021 година е назначена за временно изпълняваща длъжността директор на Общата болница „Борка Тасевски“ в Прилеп.